# Джонатан и Шарлотта
Джонатан Антуан (англ. Jonathan Antoine; род. 13 января 1995 года, Эссекс, Великобритания) и Шарлотта Джаконелли (англ. Charlotte Jaconelli; род. 24 августа 1995 года, Эссекс, Великобритания) — известны как Джонатан и Шарлотта, британский дуэт классической оперы из Эссекса. Они заняли второе место в шестом сезоне шоу Britain’s Got Talent 12 мая 2012 года. Несмотря на то что они не одержали победы, Саймон Коуэлл и его лейбл Syco Music предложил молодому дуэту контракт на сумму 1 млн фунтов стерлингов. Они выпустили свой альбом «Together», который достиг в британских чартах альбомов 5-го места. Альбом был выпущен в США и Канаде 30 октября 2012 года.
В феврале 2013 года дуэт получил Серебряный и Золотой диски от Classic FM, за продажу более чем 180,000 копий их дебютного альбома «Вместе» («Together»). Также дуэт вошёл в Топ 10 Classical Charts в США.
В 2014 году дуэт объявил о своём распаде.

## Дискография
- 2012 — Together[англ.]
- 2013 — Perhaps Love